# Хипокауст
Хипокàуст (на латински: hypocaustum) в римската архитектура е подподово отопление, при което подът на сградата е повдигнат на равноотдалечени колонки от зидани тухли или керамични тръби, между които циркулира топъл въздух от специално изградени за целта пещи.